# کال تشپ
تشپ کال (به انگلیسی: Esio Trot) داستان کودکان نوشته رولد دال، نویسنده انگلیسی در سال ۱۹۹۰ است. با نام‌های کال تشپ، تشپ کال و لاک‌پشت به زبان فارسی ترجمه گردیده‌است.